# Chimera (Sanctuary – Génrejtek)
A Chimera a Sanctuary – Génrejtek című kanadai sci-fi-fantasy televíziós sorozat negyedik évadjának kilencedik epizódja.

## Ismertető
A Menedék folyosóján egy géppók sétálgat Helen Magnus szobája felé. Magnus idejében elkapja, és próbálják kideríteni a célját. A jelek szerint Henryt és Willt is „megcsípte”, letöltve ezzel az agyukból származó információkat. A nyomozás közben Henry egy rejtett szektort talál a saját maga épített rendszerben, és rájön, hogy Nikola Tesla csinálta azt. Tesla még a praxisi események idején, amikor az eltűnt csapat koordinátáira igyekezett rábukkanni, akkor csatlakoztatta a géppókot a számítógépes hálózatra. Sajnálatosan a géppók nyomot hagyott maga után, egy nannitot, és bár Tesla egy rejtett szektorba helyezte azt, egy későbbi rendszerkarbantartás során, amikor a tűzfalak egy pillanatnyira nem védték a rendszert, az kiszabadult, és szabadon engedte a géppókot. Nikola és Magnus a számítógépes rendszerre csatlakozik, ezzel a Menedék egy virtuális változatában találják magukat. Találkoznak egy Adam Worth alakjában megjelenő interfésszel, aki segítségükre van. Teslának sikerül a nannitot karanténba helyezni, így visszatérhetnek a való világba. Ami azonban nem sikerül, továbbra is a virtuális épületben vannak, mert Adam nem akarja elengedni őket. Tesla elektromágneses képességével próbálnak túljárni az eszén, de sikertelenül. Végül Will is a virtuális térbe megy, hogy kisegítse őket. Adam csapdába ejti őket, majd kényszeríti Magnust, hogy válasszon a két férfi közül: az egyikük a virtuális világban marad Magnussal örökre, a másik testében pedig Adam a valódi világba juthat. Magnus Willt választja ki erre, és amikor Adam valós testbe kerül, onnantól már Tesla és Magnus irányítják a számítógépes valóságot. Kiszabadítják magukat és Adamet visszazárják abba a világba.

## Fogadtatás
A Chimera című epizódot az eddig péntek este 10 órai vetítési időpont helyett áthelyezték kedd estére. A november 29-én sugárzott epizódot kevesebb, mint egy millióan nézték meg.